# Cuarteto de cuerda n.º 22 (Mozart)

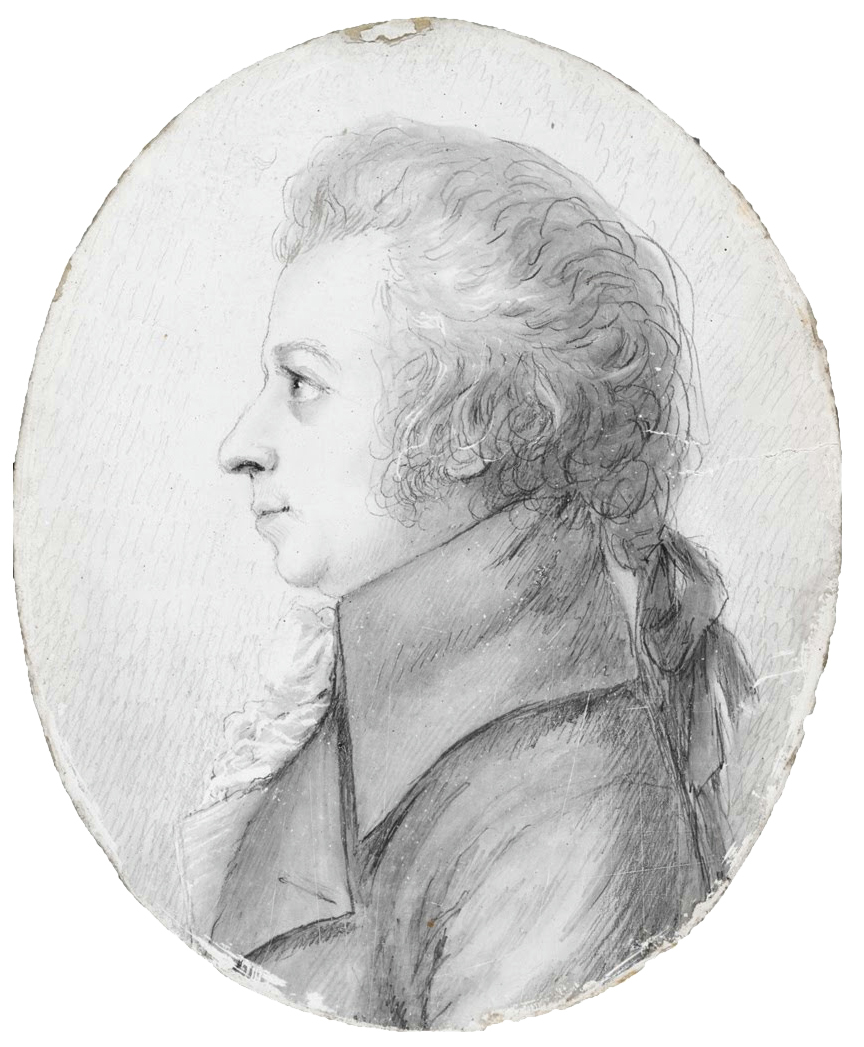
Dibujo de Mozart

El Cuarteto de cuerda n.º 22 en si bemol mayor, K. 589, fue escrito por Wolfgang Amadeus Mozart en mayo de 1790, en Viena. Se trata del segundo de una serie de tres cuartetos, conocidos como Cuartetos prusianos, siendo además el penúltimo cuarteto de cuerda que compuso.

## Estructura
Consta de cuatro movimientos:
1. Allegro.
2. Larghetto.
3. Menuetto.
4. Allegro assai.